# 네즈미 겐찰프
네즈미 겐찰프(튀르키예어: Necmi Gençalp, 1960년 1월 1일~)는 튀르키예의 레슬링 선수, 지도자이다. 1988년 하계 올림픽 자유형 미들급에서 은메달을 획득했다.

## 생애
요즈가트 출신으로 사촌인 외메르 수잔의 권유로 1975년에 레슬링을 시작했다. 1978년에 튀르키예 주니어 선수권과 성인 선수권을 모두 제패하며 두각을 보였으며, 이듬해에는 튀르키예 국가대표 선수로 발탁되었다. 1987년 5월 자신 첫 국제 대회인 불가리아의 얌볼에서 열린 발칸 게임에 참가하였고, 이 대회에서 불가리아의 발렌틴 라이체프의 뒤를 이어 자유형 웰터급 은메달을 획득했다. 1980년 8월에는 자국 튀르키예의 부르사에서 열린 1980년 유럽 주니어 선수권 대회 그레코로만형 웰터급에 참가하였으나 불가리아의 스토얀 바실리에프에게 밀려 4위로 대회를 마감했다. 
1981년 4월에 폴란드의 우치에서 열린 1981년 유럽 선수권 대회에 참가하여 자유형 미들급에서 7위를 기록했고, 1982년 8월 캐나다 에드먼턴에서 열린 1982년 세계 선수권 대회에서 12위를 기록했다. 이후 부상으로 인해 국가대표로 발탁되지 못하다가 1985년에 국가대표팀에 복귀하였으며, 그 해 5월에 동독 라이프치히에서 열린 1985년 유럽 선수권 대회에서 10위를 기록했다. 이후 1987년 3월에 이스탄불에서 열린 야샤르 도우 추모 대회에서 메흐메트 튀르카야의 뒤를 이어 은메달을 획득했고, 같은 달에 서독 아샤펜부르크에서 열린 1987년 독일 그랑프리에서 소련의 유리 보로비예프와 체코슬로바키아의 유리 로히냐의 두리를 이어 동메달을 획득했다. 같은 해 5월 불가리아의 벨리코터르노보에서 열린 1987년 유럽 선수권 대회에서 5위에 올랐고, 8월 프랑스 클레르몽페랑에서 열린 1987년 세계 선수권 대회에서는 6위를 기록했다. 이후 9월에 시리아의 라타키아에서 열린 1987년 지중해 게임에서는 시리아의 무함마드 아크라드를 누르고 금메달을 획득했다.
1988년 3월 이스탄불에서 열린 야샤르 도우 추모 대회에서 소련의 알렉산드르 삽코의 뒤를 이어 준우승을 차지했다. 같은 해 9월 대한민국 서울에서 열린 1988년 하계 올림픽에 튀르키예 국가대표로 참가한 겐찰프는 자유형 미들급 예선 B조에서 동독의 한스 크슈퇴트너를 제외하고 모든 선수를 꺾으며 조 1위에 올랐다. 특히 7차전 상대인 1984년 하계 올림픽 우승자인 미국의 마크 슐츠를 상대로 14-0 우세승을 거두기도 했다. 이후 예선 A조 1위인 대한민국의 한명우와 결승에서 대결했으나 3-0으로 패하며 은메달을 획득했다.
이듬해인 1989년 5월 앙카라에서 열린 1989년 유럽 선수권 대회에 참가하여 결승에 올랐고, 1988년 서울 올림픽 동메달리스트인 체코슬로바키아의 로히냐와 대결했으나 두 선수 모두 소극적인 경기를 펼쳤다는 이유로 실격 처리되어 우승자 없이 공동 은메달을 받았다. 그해 9월 스위스의 마르티니에서 열린 1989년 세계 선수권 대회에 참가하였고 소련의 옐마디 자브라일로프, 미국의 멜빈 더글러스, 프랑스의 알시드 르그랑에게 밀려 4위를 기록했다. 이듬해인 1990년 3월 미국 털리도에서 열린 레슬링 월드컵에서 소련의 보로비예프의 뒤를 이어 준우승을 차지했다.
1991년 현역에서 은퇴했고, 튀르키예 농아인 레슬링 국가대표팀 감독을 거쳐 현재 요즈가트 레슬링팀의 지도를 맡고 있다.